# SES Astra
SES Astra is een commerciële satellietexploitant in Europa. Het bedrijf is gevestigd in Betzdorf (Luxemburg) en is onderdeel van SES S.A..

## Bedrijfsprofiel
Société Européenne des Satellites werd opgericht in maart 1985 en was de eerste commerciële satellietexploitant in Europa. SES exploiteert sinds 1989 Astra, het bekende direct-to-home satellietsysteem voor verspreiding van satelliettelevisie en -radiodiensten. Meer dan 135 miljoen huishoudens in geheel Europa maken gebruik van de ruim 2600 kanalen, verdeeld over 176 transponders.
Het bedrijf richt zich op de wensen van Europese televisiekijkers en programma-aanbieders, die via de satelliet willen uitzenden. Astra voorziet niet alleen de direct-to-home huishoudens van programma’s, maar ook de kabelexploitanten. De eerste klant van SES Astra was Sky Television die in 1989 vier transponders kocht voor haar diensten in het Verenigd Koninkrijk en Ierland. Eerst op 19,2 graden oost (Astra 1A), later via de satellieten op 28,2 graden oost. Momenteel maken veel televisie-aanbieders gebruik van de ASTRA-satellieten, waaronder het Nederlandse CanalDigitaal en het Vlaamse TV Vlaanderen.
Inkomsten komen uit de verhuur van satelliet-transponders (lees: frequenties) aan televisiezenders, radiozenders en sinds 1997 ook aanbieders van multimediadiensten zoals internet. In het hart van SES Astra zit het SCF (Satellite Control Facilities), dat uitgerust is met de nieuwste satellietcommunicatie-apparatuur. Het grondstation bestuurt en controleert de Astra-satellieten 24 uur per dag.
De televisie- en radioprogramma’s worden vanuit Betzdorf of andere uplink-locaties in Europese steden opgestraald naar een satelliet. De satellieten, die op bijna 36.000 kilometer hoogte boven de evenaar hangen in een geo-stationaire baan, sturen het signaal weer terug naar de aarde. In het geval van een betaaldienst zijn de signalen alleen toegankelijk voor abonnees.

## Satellietdetails
SES-Astra beheert momenteel 17 satellieten op 6 geostationaire locaties, waarvan drie locaties voor de Nederlandse en Vlaamse markt belangrijk zijn. Vijf satellieten bevinden zich op Astra 19,2°O, drie op Astra 23,5°O en vier op Astra 28,2°O.
Momenteel zijn er twee satellieten in bestelling om de oudere Astra1-modellen te vervangen. SES Astra is de eerste maatschappij die het gelukt is om meerdere satellieten binnen zo'n 100 km van elkaar te positioneren, dicht genoeg bij elkaar om ervoor te zorgen dat een schotel gericht op de ene satelliet ook gericht staat op de andere. Dit wordt ook wel “colocatie” genoemd, hierdoor kan Astra profiteren van een grote flexibiliteit.
| Satelliet | Positie                       | Gebruik                       | Fabrikant       | Model            | Gelanceerd        | Lanceerraket    | Opmerkingen |
| --------- | ----------------------------- | ----------------------------- | --------------- | ---------------- | ----------------- | --------------- | --- |
| 1A        | Buiten dienst (december 2004) | Buiten dienst (december 2004) | GE AstroSpace   | GE-4000          | 11 december 1988  | Ariane 44LP     | Verblijft momenteel in een "afvalbaan". |
| 1B        | Buiten dienst (juli 2006)     | Buiten dienst (juli 2006)     | GE AstroSpace   | GE-5000          | 2 maart 1991      | Ariane 44LP     | Overgenomen van GE Americom (Satcom K3). |
| 1C        | 4,6°O                         |                               | Hughes          | HS-601           | 12 mei 1993       | Ariane 42L      | |
| 1D        | 31,5°O                        |                               | Hughes          | HS-601           | 1 november 1994   |                 | Eerder "troubleshooter" op 23,5°O |
| 1E        | 23,5°O                        |                               | Hughes          | HS-601           | 19 oktober 1995   | Ariane 42L      | Verhuisd van 19,2°O naar 23,5°O. |
| 1F        | 19,2°O                        |                               | Hughes          | HS-601           | 8 april 1996      | Proton          | |
| 1G        | 23,5°O                        |                               | Hughes          | HS-601HP         | 2 december 1997   | Proton          | Verhuisd van 19,2°O via 23,5°O naar 31,5°O. |
| 1H        | 19,2°O                        |                               | Hughes          | HS-601HP         | 16 juni 1999      | Proton          | |
| 1K        | 19,2°O                        | vernietigd                    | Alcatel Space   | Spacebus 3000B3S | 26 november 2002  | Proton          | In de Stille Oceaan terechtgekomen na een raketweigering. |
| 1KR       | 19,2°O                        |                               | Lockheed Martin | A2100            | 20 april 2006     | Atlas V         | Vervanging voor 1B, 1C en 1E. Gelanceerd na het mislukken van Astra 1K. |
| 1L        | 19,2°O                        | Lockheed Martin               | A2100           | 5 mei 2007       |                   |                 | Heeft de 2C vervangen. |
| 1M        | 19,2°O                        |                               | EADS Astrium    | Eurostar E3000   | 5 november 2008   | Proton Breeze M | Ter vervanging van Astra 1G |
| 1N        | 19,2°O                        | Gelanceerd                    | EADS Astrium    | Eurostar E3000   | 6 augustus 2011   | Ariane 5        | Ter vervanging van Astra 1H en bieden van back-up, gaat eerst tijdelijk naar 28,2°O                                                                                              |
| 2A        | 28,2°O                        |                               | Hughes          | HS-601HP         | 30 augustus 1998  | Proton          | |
| 2B        | 28,2°O                        |                               | Astrium         | Eurostar E2000+  | 14 september 2000 | Ariane 5        | |
| 2C        | 19,2°O                        |                               | Hughes          | HS-601HP         | 16 juni 2001      | Proton          | Werd op 19,2°O vervangen door de 1L. Verhuisde naar 28,2°O en daarna naar 31,5°O ter vervanging van de defecte Astra 5A. Is sinds september 2010 weer terug op 19,2 graden oost. |
| 2D        | 28,2°O                        |                               | Hughes          | HS-376HP         | 19 december 2000  | Ariane 5        | |
| 3A        | 23,5°O                        |                               | Boeing          | HS-376HP         | 19 maart 2002     | Ariane 44L      | |
| 3B        | 23,5°O                        |                               | Astrium         | Eurostar E3000   | 21 mei 2010       |                 | Vervangt een aantal transponders en voegt nieuwe toe op deze positie. |
| 4A        | 37,5°W                        |                               | Alcatel Space   | Spacebus-4000C3  | 3 februari 2005   | Proton M        | Gehuurde transponders van AMC-12, in de markt gezet als Astra 4A. |
| 5A        | 31,5°O                        | Buiten gebruik                | Aérospatiale    | Spacebus 3000    | 12 november 1997  | Ariane 44L      | In april 2008 van de 5°O verhuisd en hernoemd van Sirius 2 naar Astra 5A. Sinds 16 januari 2009 buiten gebruik wegens technische mankementen.                                    |

Opmerkingen
1. 19,2°O is de meest gebruikte positie voor "direct-to-home" satelliettelevisie- en -radio-uitzendingen in Duitsland en West- en Centraal-Europa.
2. BSkyB zendt uit vanaf de 28,2°O satellietpositie, gericht op de Engelse markt. Eurobird van Eutelsat zit vlak bij deze positie (28,5°).
3. Astra 1E op 23,5° oost werd gebruikt voor de Nederlandse regionale omroepen en thema- en HD-zenders van CanalDigitaal en TV Vlaanderen. Op 18 februari 2009 verhuisden deze zenders naar de nieuw gestationeerde Astra 1G-satelliet op dezelfde positie. Op 15 juni 2010 was er opnieuw een verhuizing naar de nieuwe Astra 3B, die kort daarvoor gelanceerd was. Ook toen veranderde er voor de kijkers niets: de positie en frequentie bleven gelijk.

## Satellietfabricage en -lancering
Vrijwel geen enkele satelliet in de Astra-vloot is gelijk. De meeste zijn gemaakt door Boeing of Alcatel Alenia Space.
De satellieten worden gelanceerd door Ariane raketten vanaf het Centre Spatial Guyanais bij Kourou (Frans-Guyana) of met Proton raketten vanaf Kosmodroom Bajkonoer in Kazachstan.
De satellieten worden eerst gelanceerd naar een elliptische omloopbaan vanwaar ze zich op eigen kracht bewegen naar een geostationaire baan op zo'n 36.000 km hoogte boven de aarde. Protonraketten gebruiken een viertraps raketsysteem, waardoor de satellieten dichter bij hun uiteindelijke punt terechtkomen dan wanneer ze gelanceerd worden met een Arianeraket. Het manoeuvreren naar de geostationaire baan vereist dan minder brandstof van de satelliet.

### Mislukkingen
De Astra 1K was de grootste communicatiesatelliet die destijds ooit gebouwd was. Ze werd in 1997 door SES-Astra besteld. De satelliet werd op 26 november 2002 gelanceerd. De lancering verliep goed en volgens plan; de raket bereikte de zogenaamde "parkeerbaan". Vanaf daar had de laatste trap moeten plaatsvinden om de satelliet naar een geostationaire baan te brengen. Dit gebeurde echter niet en de satelliet werd losgelaten in de parkeerbaan, alwaar ze nutteloos was. Op 10 december gaf SES-Astra opdracht aan Alcatel Space (die de satelliet gebouwd had) en CNES (de Franse ruimtevaartorganisatie) om de satelliet uit haar baan te brengen, waarna deze werd vernietigd tijdens haar terugkeer in de dampkring boven de Stille Oceaan.